# 哈維 (伊利諾伊州)
哈維（英語：Harvey）是一個位於美國伊利諾伊州庫克縣的城市。

## 地理
哈維的座標為41°36′39″N 87°39′07″W / 41.61083°N 87.65194°W，而該地的平均海拔高度為194米（即604英尺）。

## 人口
根據2010年美國人口普查的數據，哈維的面積為16.07平方千米，當中陸地面積為16.07平方千米，而水域面積為0.00平方千米。當地共有人口25301人，而人口密度為每平方千米1,574.42人。